# Monsieur Hire
Monsieur Hire (francés: Les Fiançailles de M. Hire) es una novela del escritor belga Georges Simenon. Fue escrita en el verano de 1932 en Marsilly, Charente-Maritime, y publicada por Fayard en marzo de 1933 como una de las primeras novelas de Simenon que no son de Maigret. La novela ha sido adaptada al cine varias veces, incluso en 1946 por Julien Duvivier como Panique y en 1989 por Patrice Leconte como Monsieur Hire.

## Argumento

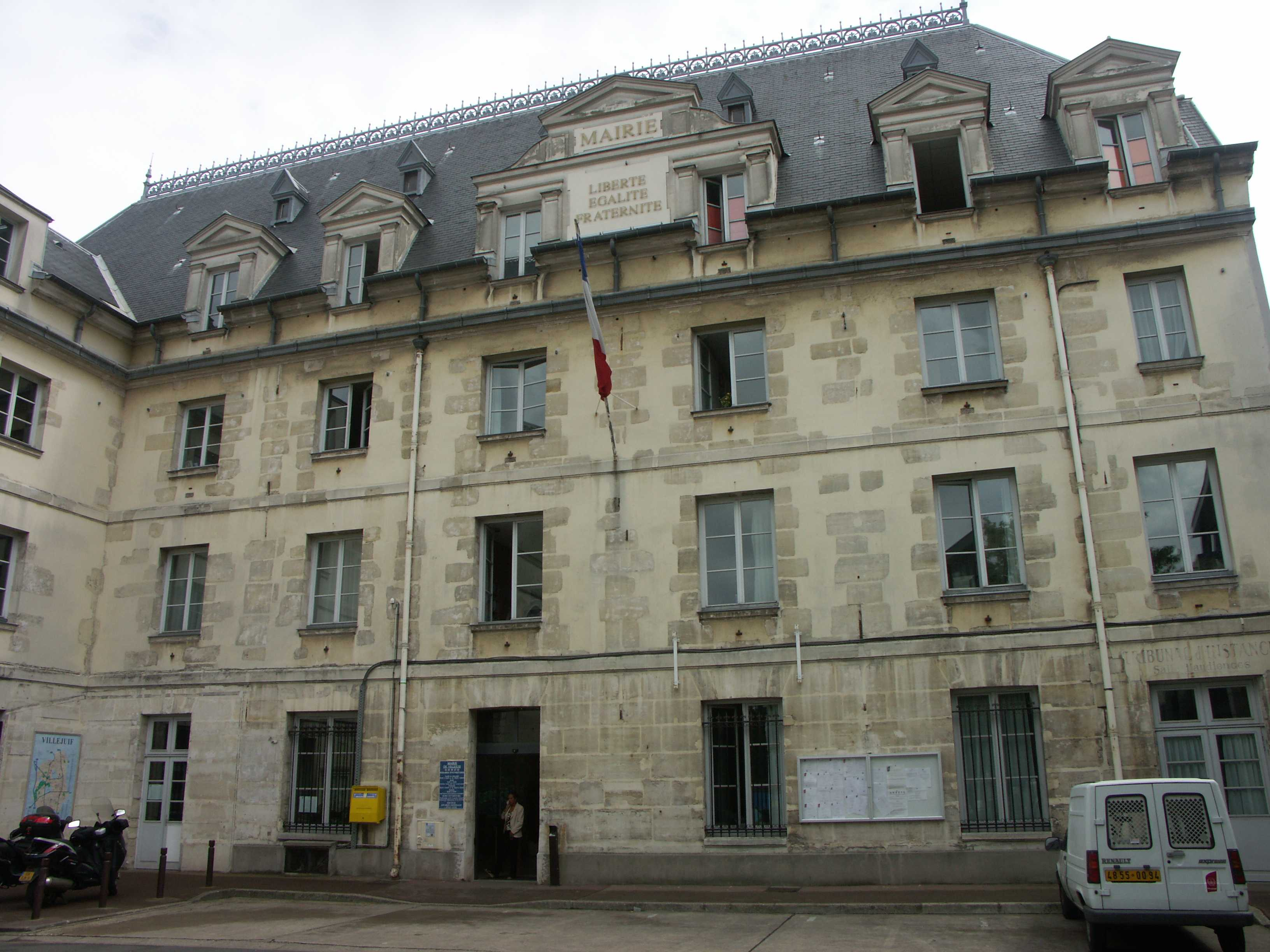
ayuntamiento de villejuif

Una prostituta es asesinada y robada en el suburbio parisino de Villejuif. Las sospechas rápidamente recaen sobre Monsieur Hire, el hijo de un sastre judío ruso llamado Hirovitch. El conserje le dejó entrar tarde la noche del crimen y está sangrando por una herida reciente en la barbilla, que intenta explicar como un accidente de afeitado. Monsieur Hire es un solitario que no conoce a nadie de cerca. Su corpulencia le da una apariencia suave y repulsiva y un andar saltador, casi danzante. Se disculpa constantemente por miedo a chocar con otras personas. Hire gana su dinero a través de pequeñas estafas y ya está archivado en la policía moral por distribuir material pornográfico. En su vida solitaria y triste, sólo se entrega a unas pocas pasiones: visita regularmente un burdel, es el aclamado dueño de un club de bolos donde se disfraza de oficial de policía de alto rango y observa obsesivamente a Alice, una joven doncella de la casa de  al lado.
Mientras Monsieur Hire se siente cada vez más intimidado por la vigilancia policial y su arresto parece sólo una cuestión de tiempo, Alice sorprendentemente toma la iniciativa y se insinúa hacia su voyeur, a cuya urgencia él no puede escapar. En su primera cita, el motivo de su comportamiento queda claro: el asesino que es buscado es en realidad su amigo Emile. La noche del crimen, irrumpió en la casa de su novia para limpiar los rastros y esconder el bolso de la víctima en el apartamento de Alice. Después de que Alice está segura de que Hire ha estado siguiendo este evento, así como todo lo demás que sucede en su apartamento, le pide desesperadamente que encubra a su novio, quien ha amenazado con matarla si lo arrestan. El enamorado Hire se lo asegura y está dispuesto a creer que ella sigue saliendo con Emile sólo por miedo. Hace planes para salvar a la joven y al mismo tiempo entregar a su novio a la policía.
Por iniciativa propia, Hire se presenta ante la policía criminal de París en el Quai des Orfèvres. Pero su esperanza de poder hablar honestamente "de hombre a hombre" con el inspector Godet se desvanece rápidamente. Godet no siente nada más que desprecio por Hire y su padre inmigrante y no le interesan las garantías de su visitante de que no debería traicionar al asesino. Así que Hire sólo ve la posibilidad de dar el paso más grande de su vida hasta el momento: huir al extranjero con Alice para esconderse con ella hasta que termine el juicio. Espera convencer a la joven con su riqueza guardada en forma de bonos del Tesoro y le envía un billete a Ginebra para la mañana siguiente. Aliviado de dejar atrás su vida anterior, ya no regresa a su apartamento y pasa la noche vagando por las calles de París, donde rechaza a una prostituta señalándole su “compromiso”. Pero también escribe una carta anónima al fiscal en la que menciona el nombre del asesino Emile.
A la mañana siguiente, Hire espera en vano a Alice en la estación de Lyon y regresa a casa derrotado. Después de que el bolso de la víctima apareciera en su apartamento, la policía ya lo estaba esperando allí. El arresto inminente hace que la gente se una en la calle, y mientras Hire camina entre las filas, un movimiento en falso, agacharse para coger su sombrero, sería suficiente para que la turba se abalanzara sobre el presunto asesino y lo linchara. Hire huye, escapa al techo de la casa, donde tropieza, resbala y se aferra al borde de zinc del techo, mientras la multitud lo observa. Justo en el momento en que un rescatista finalmente intenta salvarlo, Hire muere de insuficiencia cardíaca. Después de la muerte de su único testigo de cargo, Emile también vuelve a salir de las sombras. Ahora que ella ya no le es útil, rechaza arrogantemente a Alice. A su alrededor, la gente de la ciudad está ocupada retomando sus vidas interrumpidas.

## Trasfondo
Cuando aparecieron las dos primeras novelas de Maigret en febrero de 1931, Maigret y el difunto Monsieur Gallet y Maigret y el ahorcado de Saint-Pholien, fueron las primeras obras que Georges Simenon publicó bajo su propio nombre. Antes de eso, había escrito novelas de diez centavos durante años bajo numerosos seudónimos. A pesar del éxito de la serie Maigret, Simenon quería dedicarse a la literatura seria y también escribió novelas ajenas a Maigret sin su famoso inspector. Según el biógrafo de Simenon, Patrick Marnham, los dos primeros intentos (La posada de Alsacia y El pasajero del Polarlys) todavía estaban en gran medida estancados en el género de la novela policíaca. Los primeros “romans durs” reales siguieron en junio de 1933: Monsieur Hire, Fiebre tropical y La casa del canal. Peter Nusser asigna Monsieur Hire a las “novelas policiales de orientación psicológica”, mientras que un crítico contemporáneo de Ami du peuple no reconoce en absoluto una novela policíaca en la novela, “aunque la trama gira en torno a un crimen” no es sino “un estudio psicológico notablemente bien desarrollado”.
La escena final con Monsieur Hire huyendo por los tejados se remonta a una experiencia que Simenon vivió en Lieja en 1919, cuando el joven periodista presenció una discusión en un hotel que llevó a un hombre a escapar por los tejados. La caza fue observada por una creciente multitud de buenos ciudadanos en la calle, que exigían fanáticamente su cabeza tras los rumores de que se trataba de un espía alemán. Sólo con la intervención de la policía y los bomberos se pudo detener la caza humana. El incidente atormentó a Simenon durante mucho tiempo y, según Pierre Assouline, provocó en el autor una verdadera fobia a las multitudes excitadas. Simenon también retomó el tema del linchamiento en novelas posteriores como Chez Krull o Il pleut, bergère.

## Interpretación
Según Thomas Narcejac, Monsieur Hire es una novela con un personaje principal rudimentario y que se compone enteramente de “atmósfera”. Patrick Marnham resume la sencilla trama en una frase: la obsesión de Monsieur Hire por una joven criada le permite incriminarlo por asesinato. Además, la novela contiene muchos temas propios de Simenon: la gente en las calles de París, la convivencia abarrotada en un bloque de viviendas, las penurias de la gente común, la mezcla de emoción y esperanza que reina en una estación de tren, la rutina de un prostíbulo y los métodos de investigación policial. Estos últimos difieren significativamente de los métodos de Maigret: los inspectores beben, coquetean con la criada, duermen en la cama de Hire y están encantados de creer en la falsa denuncia e interpretar todas las pruebas contra el sospechoso. La imagen de la policía parece más oscura y realista que en la serie Maigret.
Stanley G. Eskin ve la novela enteramente en la tradición de Gogol. Monsieur Hire es “quizás el personaje de ficción más esclavizado, alienado y miserable” que Simenon creó en sus primeros trabajos. Lleva una vida miserable entre gente humilde a la que sólo le gustaría pertenecer y de la que todavía se mantiene temerosamente alejado. Con el amor de Hire por la criada, una oleada de patetismo irrumpe en la vida del solitario. Pero el sueño de un vínculo familiar resulta incumplible y sólo resuena irónicamente en el título de la novela. Finalmente, el derrotado Hire acepta su papel de víctima con devoción cristiana. Después de que Hire no hubiera podido "justificar su existencia y encontrar su dignidad" en la sociedad cerrada de sus semejantes durante toda su vida, según Peter Kaiser, vivir con Alice representa para él la última oportunidad, en la que lo pone todo.  Andreas Kilb traduce entonces la causa de la muerte como paro cardíaco de la siguiente manera: Monsieur Hire muere “con el corazón roto”. Al final, mientras cuelga del tejado de la casa, los augurios para el voyeur se invierten para Tilman Spreckelsen: “Ahora es él quien está siendo vigilado por todos los vecinos, sin que haya ningún escondite para él. " 
Pierre Assouline examina la imagen contradictoria que Simenon tiene de los judíos. Cuando era joven periodista, escribió una serie de artículos antisemitas para la derechista Gazette de Liège bajo el título El peligro judío. Aunque estos artículos eran atípicos de su otro trabajo periodístico, también se pueden encontrar dibujos estereotipados de personajes judíos en sus primeros trabajos literarios. Monsieur Hire pinta una imagen negativa del personaje, que es de origen judío, por quien el lector sólo duda en sentir lástima. Sin embargo, la imagen que Simenon tenía de los judíos sufrió un cambio veinte años después en El librero de Arcángel, novela que fue muy elogiada por la prensa judía y que pinta un retrato mucho más cálido de su protagonista judío, Jonas Milk. Lucille F. Becker ve las dos novelas como dos variaciones del mismo tema. Ambos héroes del título son forasteros que observan el mundo desde lejos. Ambos están acusados de un delito que no cometieron. Ambos se involucran con una mujer inmoral y sin escrúpulos. Sin embargo, los personajes difieren en su responsabilidad por su propio papel de outsider: mientras que el librero Milk sufre existencialmente por ser un paria, Monsieur Hire finalmente carga con la responsabilidad de su condición de bicho raro y solitario.

## Recepción
Según Carolin Riemer en el Ostsee-Zeitung, Monsieur Hire es una “historia que pretende ser un thriller policial y captura el encanto francés de principios del siglo XX. Está escrito “ de forma elegante y tranquilamente. Tan entretenido, oscuro, lleno de culpa y dolor que deja sin aliento al lector tras leerlo.  Para Manfred Orlick en literaturkritik.de, Simenon demuestra ser “un magistral retratista de la soledad humana, un defensor de los fracasos, los humillados y los insultados” en la novela. Y para el Tages-Anzeiger, el autor rastrea “los instintos y las motivaciones básicas de la acción humana, o más bien: el comportamiento”, mientras “ha alcanzado la cima de sus aspiraciones literarias”. 
La New York Review of Books calificó la novela en su reedición estadounidense de 2007 como "una de las extraordinarias novelas psicológicas más heladas y compasivas de Simenon", que explora "el misterio de un corazón puro en un alma comprometida". Publishers Weekly dijo: “Esta es una historia tranquila y llena de suspenso, sin héroes, villanos ni justicia, sólo la inevitabilidad del destino. Benjamin Strong recomendó la novela en Time Out New York como una “lectura playera apasionante” que era más compleja que la mayoría de los thrillers existencialistas. Ella describe un París entre guerras como un “torbellino moral en el que la verdad se valora menos que la supervivencia”.
Oliver Hahn de maigret.de ve a Monsieur Hire “contado de forma muy fluida y emocionante”, incluso ofreciendo “acción” al final. Para él, la novela era “uno de los libros de Simenon que hay que leer”  y los cinco mejores “No-Maigrets”. Marco Roth también recomendó Monsieur Hire en The Nation como punto de partida para los recién llegados a Simenon. Sin embargo, fue más allá al proponer la novela, que "predijo en secreto los mecanismos psicológicos del fascismo", como "lectura obligatoria para todo oficial de inteligencia estadounidense" que "confía en 'informantes' para seleccionar a los presuntos terroristas".
La novela fue filmada tres veces. En 1946, Julien Duvivier implementó el romance original con Michel Simon y Viviane Romance bajo el título Panique. Un año después siguió el largometraje portugués Barrio, de Ladislao Vajda. Patrice Leconte retomó el material en el largometraje de 1989 Monsieur Hire. Los papeles principales fueron interpretados por Michel Blanc y Sandrine Bonnaire.

## Ediciones
- Georges Simenon: Les Fiançailles de Mr. Hire. Fayard, Paris 1933